# 杰玛·布朗洛
杰玛·布朗洛（英語：Jemma Brownlow，1979年11月14日—），澳大利亚前女子水球运动员。她曾代表澳大利亚国家队参加2004年夏季奥林匹克运动会水球比赛，获得第四名。